# Paez (Sprache)

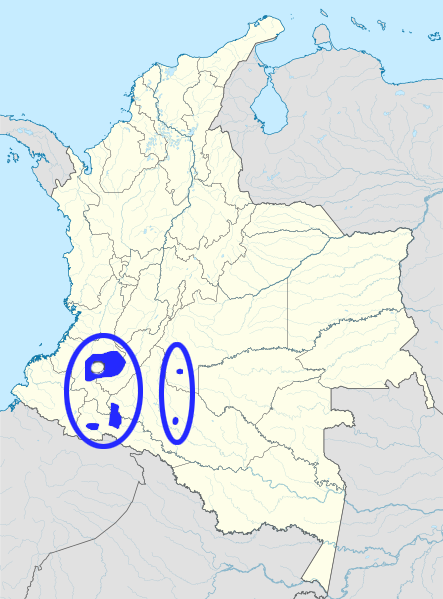
Paez (Sprache).

Das Paez (mit span. Akzentuierung: Paez, Eigenbezeichnung: Nasa Yuwe) ist eine Sprache, die vom Volk der Paez (Eigenbezeichnung: Nasa) gesprochen wird, das im Andengebiet von Kolumbien lebt, insbesondere im Departamento del Cauca.

## Genealogische Klassifikation
Es ist umstritten, zu welcher Sprachfamilie das Paez gehört. Einige gliedern es den Chibcha- oder Makro-Chibcha-Sprachen an, andere ordnen es den Barbacoa-Sprachen zu. Andere wiederum sehen es als isolierte Sprache an. Greenberg (1987) schlägt eine große Gruppe Chibcha-Paez vor, Uricoechea (1887) hingegen hob die Beziehungen des Paez zu den Andensprachen, wie z. B. dem Quechua, hervor.

## Sprachliche Situation
Gegenwärtig wird das Paez von mehr als 100.000 Menschen gesprochen, wobei die Tendenz zur Abnahme der Sprecherzahl nachlässt, da es fundierte phonologische und grammatikalische Studien sowie Wörterbücher und Fibeln gibt, so dass sich die Programme zum Erhalt der Sprache, der Unterricht des Paez und der Unterricht auf Paez verstärken, und zwar im Kontext offizieller und nicht-offizieller Programme der etnoeducación, die eine Priorität der einheimischen Behörden darstellen und gleichzeitig die Intensivierung der eigenen Kommunikationsmedien anspornen, wie z. B. Radio Payumat oder Radio Nasa.

## Sprachliche Charakteristik

### Phonologie
Das Paez unterscheidet die Vokale a, e, i und u, die auch nasaliert, lang bzw. lang und nasaliert sein können.
Die Sprache hat 38 konsonantische Phoneme, darunter palatalisierte, aspirierte und pränasalierte.

### Grammatik
Bei den Personalpronomen der ersten und zweiten Person Singular werden die Genera „feminin“ und „maskulin“ unterschieden, der Plural beider Personen leitet sich in jedem Fall von der femininen Form ab. Die dritte Person ist in dieser Hinsicht neutral:
| ich         | andy (maskulin), ũ’cue (feminin) |
| du          | indy (maskulin), i’cue (feminin) |
| er, sie, es | cyãa/tyãa                        |
| wir         | cue’sh                           |
| ihr         | i’cue’sh                         |
| sie         | cyãawe’sh/tyãawe’sh              |

(nach Slocum/Gerdel 1983)
Am Verb werden mit Hilfe von Suffixen Tempus, Aspekt und Modus bezeichnet, in der zweiten Person zusätzlich das feminine bzw. maskuline Genus.
Das Verb kann mit Präfixen der Intensität versehen werden.
Die Substantive werden mit Hilfe von Suffixen dekliniert, welche die Kasus Nominativ, Akkusativ, Dativ, Ablativ, Lokativ und Instrumental bezeichnen sowie mit Hilfe von Postpositionen.
Es handelt sich um eine agglutinierende Sprache. Die Grundwortstellung ist Subjekt-Objekt-Verb. Das Adjektiv folgt dem Substantiv.

### Zahlwörter
Ab „sieben“ werden im Paez die spanischen Zahlwörter verwendet, für „zehn“ existiert jedoch ein eigenes Wort (nach Slocum/Gerdel 1983):
| eins   | teech   |
| zwei   | e’nz    |
| drei   | tecj    |
| vier   | pajnz   |
| fünf   | tajts   |
| sechs  | teesacy |
| sieben | siete   |
| acht   | ocho    |
| neun   | nueve   |
| zehn   | csemba  |